# Craterispermum parvifolium
Espèce
Craterispermum parvifolium Taedoumg & Sonké est une espèce de plantes de la famille des Rubiacées et du genre Craterispermum, présente en Afrique tropicale.

## Description
C'est un arbuste ou petit arbre dont la hauteur est comprise entre 1 et 3,5 m de hauteur.

## Distribution
L'espèce a été observée principalement au sud du Cameroun, également dans la Région continentale de la Guinée équatoriale et au Gabon.